# الكسندر كولويل وايت
الكسندر كولويل وايت هو محامي وسياسي أمريكي، ولد في 12 ديسمبر 1833 في Kittanning, Pennsylvania ‏ في الولايات المتحدة، وتوفي في 11 يونيو 1906 في بروكفيل في الولايات المتحدة. نشط حزبياً في الحزب الجمهوري. وقد انتخب عضو مجلس النواب الأمريكي ‏.